# ALASA
ALASA(Airborne Launch Assist Space Access)とは国防高等研究計画局(DARPA)で開発していた空中発射式衛星打ち上げシステムである。

## 概要
国防高等研究計画局(DARPA)は2012年にF-15E戦闘機を利用する一液推進系を使用した空中発射式打ち上げシステムの開発に着手したが、革新的な一液推進系の燃焼の問題を解決できず、予算が超過して2015年に中止された。
ALSA計画の目的は空中発射式の利点である地上設備が少なく、母機の速度を加算出来、成層圏からの発射により、地上での天候条件に左右されず、低い空気密度によって空力加熱も低減されるという利点を最大限に享受しつつ、45kgの衛星を$100万ドル未満の費用で、打ち上げの指示から24時間以内に軌道に投入するという、即応性のある空中打ち上げシステムの開発が目的だった。12回の試射を含む開発費は総額$10400万ドルで2015年に最初の試射の予定だったが、計画は遅延して予算を超過した。
打ち上げに使用するF-15は無改造で既存のインターフェースを使用して、推進剤はNA-7として知られる亜酸化窒素とアセチレンを混合した一液推進剤を使用する予定で1段目と2段目はペイロードフェアリングの下に備えられた4基の同型のロケットエンジンを使用する仕様だった。
ボーイング、マーステン・スペースシステムズとノースロップ・グラマンが概念研究を進めている小型人工衛星打ち上げ用の再使用式の1段目と使い捨ての2段目を開発するExperimental Spaceplane-1またはXS1計画は継続予定。

## SALVO
また、ALASA計画の一環として同様にF-15戦闘機から発射される推進剤として液体酸素とRP-1を使用して数個のCubeSatを軌道に投入可能なSmall Air Launch Vehicle to Orbit (SALVO)計画も進められていた。